# Ocotea multiglandulosa
Ocotea multiglandulosa är en lagerväxtart som först beskrevs av Ruiz & Pav., och fick sitt nu gällande namn av Carl Christian Mez. Ocotea multiglandulosa ingår i släktet Ocotea och familjen lagerväxter. Inga underarter finns listade i Catalogue of Life.